# Mark Aitchison Young

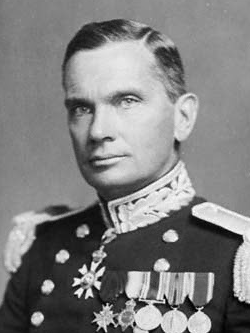
Mark Aitchison Young als Gouverneur von Hongkong

Sir Mark Aitchison Young, GCMG, (chinesisch 楊慕琦 / 杨慕琦; * 30. Juni 1886; † 12. Mai 1974) war ein britischer Beamter und Gouverneur verschiedener Kolonien und Mandatsgebiete.

## Leben
Young wurde in Eton und am King’s College der University of Cambridge ausgebildet. 1909 trat er in den Ceylon Civil Service ein, die Elite des Öffentlichen Dienstes in British Ceylon. Ab 1915 diente er im Ersten Weltkrieg beim britischen Militär.

### Kolonialverwaltung
Von 1923 bis 1928 war Young Principal Assistant Colonial Secretary von Ceylon, danach bis 1930 Colonial Secretary von Sierra Leone. Von 1930 bis 1933 war er Chefsekretär der britischen Verwaltung (Chief Secretary of the Government of Palestine) des Mandats in Palästina. In dieser Zeit war er zwischen 1931 und 1932 amtierender Hochkommissar.
Young war anschließend vom 5. August 1933 bis März 1938 Gouverneur und Oberbefehlshaber von Barbados und dabei von November 1937 bis Februar 1938 auch Teil der Regierung von Trinidad und Tobago. Danach war er bis 1941 Gouverneur und Oberbefehlshaber des britischen Mandats in Tanganjika.

### Gouverneur von Hongkong
Von September 1941 bis Mai 1947 war Young der 21. Gouverneur der britischen Kronkolonie Hongkong. Bereits drei Monate nach seinem Amtsantritt war nach dem Angriff auf Pearl Harbor Großbritannien in den Pazifikkrieg eingetreten. Im Dezember 1941 eroberte die japanische Armee die Kolonie nach 18 Tagen Kampf. Young unterzeichnete die britische Kapitulation am 25. Dezember, was als „schwarze Weihnachten“ in Erinnerung blieb. Während der folgenden japanischen Besetzung Hongkongs war Young Kriegsgefangener der Japaner, zunächst in einem Lager in Stanley, später zusammen mit anderen hochrangigen alliierten Gefangenen in der Mandschurei.
Nach Kriegsende erholte sich Young zunächst für einige Zeit in England. Am 1. Mai 1946 übernahm er wieder seinen Gouverneursposten und löste die britische Militärverwaltung ab. Er schlug politische Reformen vor, die eine Übertragung der legislativen Gewalt an eine gewählte Versammlung unabhängig vom Veto des Gouverneurs vorsahen. Die Vorschläge fanden geringen Anklang, da die politische Zukunft Hongkongs als britische Kolonie angesichts wachsenden Einflusses der Kommunistischen Partei Chinas unklar war. Young setzte sich 1947 zur Ruhe. Sein Nachfolger als Gouverneur, Alexander Grantham, gab die Reformpläne schließlich auf.

## Auszeichnungen
Order of St. Michael and St. George:

- CMG 1931
- KCMG 1934
- GCMG 1946

| Vorgänger                                | Amt                                                                                                | Nachfolger                         |
| ---------------------------------------- | -------------------------------------------------------------------------------------------------- | ---------------------------------- |
| John Robert Chancellor                   | Hochkommissar für Palästina und Transjordanien 1931–1932 (amtierend)                               | Arthur Grenfell Wauchope           |
| Sir Harold Alfred MacMichael             | Gouverneur von Tanganjika 1938–1941                                                                | Sir Wilfrid Edward Francis Jackson |
| Sir Geoffry Alexander Stafford Northcote | Gouverneur von Hongkong 1941–1947 (unterbrochen durch japanische Okkupation und Militärverwaltung) | Sir Alexander Grantham             |

| Personendaten    | Personendaten              |
| ---------------- | -------------------------- |
| NAME             | Young, Mark Aitchison      |
| ALTERNATIVNAMEN  | 楊慕琦 (chinesisch)        |
| KURZBESCHREIBUNG | britischer Kolonialbeamter |
| GEBURTSDATUM     | 30. Juni 1886              |
| STERBEDATUM      | 12. Mai 1974               |